# Henry Louis Larsen

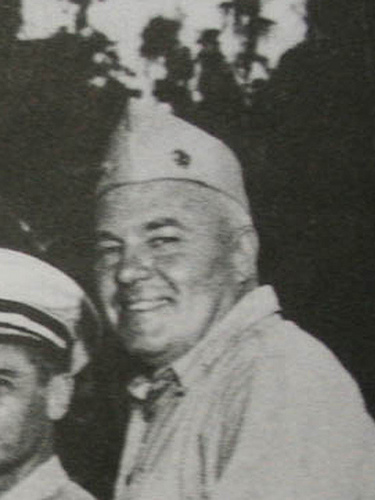
Henry Louis Larsen

Henry Louis Larsen (* 10. Dezember 1890 in Chicago, Illinois; † 2. Oktober 1962 in Denver, Colorado) war ein US-amerikanischer Offizier. Im Jahr 1942 war er Militärgouverneur von Amerikanisch-Samoa; von 1944 bis 1946 übte er das gleiche Amt in Guam aus.

## Werdegang
Im Alter von 16 Jahren zog Henry Larsen mit seinen Eltern nach Denver. Später schrieb er sich bei der Army and Navy Academy, einer damals in San Diego ansässigen Militärakademie, ein. Im Jahr 1913 trat er in das United States Marine Corps ein, in dem er eine lange Laufbahn als Offizier begann. Am Ende seiner militärischen Laufbahn hatte er es bis zum Generalleutnant, einem Drei-Sterne General, gebracht. Er nahm aktiv an verschiedenen Schlachten des Ersten Weltkrieges teil und wurde dafür mit zahlreichen Orden ausgezeichnet, darunter der Silver Star, das Navy Cross, das Croix de guerre und die Ehrenlegion. Zwischen den beiden Weltkriegen diente er in verschiedenen Positionen in der Karibik und im Pazifik. Er war unter anderem in Amerikanisch-Samoa und Nicaragua stationiert. Zwischen 1938 und 1940 war er Direktor für Planung und Bestimmungen beim Hauptquartier des Marinekorps in Washington, D.C.
Zwischen dem 17. Januar und dem 25. April 1942 war er Militärgouverneur von Amerikanisch-Samoa. Dieses Amt teilte er sich mit Laurence Wild. Dabei kam es zu Konflikten zwischen den beiden Männern. Larsen bekleidete zwar den höheren Rang, aber Wild war länger im Amt und Larsen übergeordnet. Im Jahr 1943 wurde Larsen Kommandeur eine Marinebasis in North Carolina. Am 21. Juli 1944 wurde er Inselkommandeur von Guam. Zwischen dem 15. August 1944 und dem 30. Mai 1946 fungierte er dort als Militärgouverneur und musste nach der japanischen Besatzung die Verwaltung neu aufbauen. Noch während des Krieges wurden dort weitere Militärstützpunkte und Flugplätze zur weiteren Kriegführung gegen Japan angelegt. Nach dem Krieg arbeitete Larsen am Wiederaufbau der Insel. Als weitere Auszeichnungen erhielt er den Bronze Star und die Navy Distinguished Service Medal.
Nach seinem Abschied aus dem Marinekorps wurde Henry Larsen vom Gouverneur von Colorado, Dan Thornton, zum Direktor der zivilen Verteidigung dieses Bundesstaates ernannt. Dieses Amt bekleidete er zwischen 1949 und 1959. Er leitete auch die nationale Vereinigung der Direktoren der zivilen Verteidigung der einzelnen US-Bundesstaaten. Henry Larsen war mit Elizabeth Ammons, der Tochter von Gouverneur Elias M. Ammons, verheiratet. Damit wurde er auch Schwager von Teller Ammons, der ebenfalls Gouverneur von Colorado war. Er starb am 2. Oktober 1962 in Denver und wurde auf dem Nationalfriedhof Arlington beigesetzt.